# Merir
La municipalité de Mérir, aussi appelée municipalité de Melieli du nom de l'île éponyme, est l'une des quatre municipalités de l’État paluan de Sonsorol.

## Géographie
L'unique village de la municipalité, et de l'île, se situe à l'ouest de l'île.

Carte de Mérir.
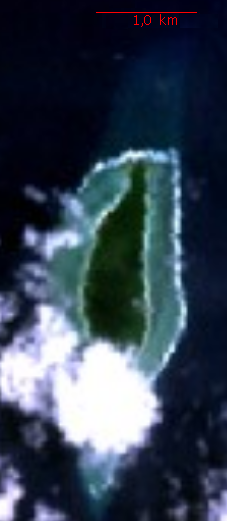
Vue satellite de la municipalité.

## Administration
L'article XI, section 1 de la Constitution de l'État de Sonsorol constitue l'île de Melieli en municipalité.

## Population et société

### Démographie
| 1860 | 1906 | 1909 | 1935 | 1945 | 2003 | 2007 | - | - |
| ---- | ---- | ---- | ---- | ---- | ---- | ---- | - | - |
| 100  | 200  | 73   | 180  | 20   | 2    | 2    | - | - |

En 1935, la population se décomposait en 171 natifs et 9 japonais.

### Langue
On y parlait sonsorolais.

## Transport
L'île est accessible avec le bateau de l’État que 4 fois par an et est inaccessible le reste de l'année.

## Sources